# Erythrolamprus epinephelus
Espèce
Synonymes
- Liophis epinephelus Cope, 1862
- Liophis reginae var. albiventris Jan, 1863
- Liophis epinephelus albiventris Jan, 1863
- Liophis bimaculatus Cope, 1899
- Liophis fraseri Boulenger, 1894
- Liophis epinephelus fraseri Boulenger, 1894
- Liophis epinephelus bimaculatus Cope, 1899
- Liophis opisthotaenia Boulenger, 1908
- Liophis epinephelus opisthotaenius Boulenger, 1908
- Liophis pseudocobella Peracca, 1914
- Liophis epinephelus pseudocobella Peracca, 1914
- Leimadophis taeniurus juvenalis Dunn, 1937
- Liophis epinephelus juvenalis (Dunn, 1937)
- Liophis bimaculatus lamonae Dunn, 1944
- Liophis epinephelus kogiorum Bernal-Carlo, 1994
- Liophis miliaris kogiorum Bernal-Carlo, 1994
- Erythrolamprus miliaris kogiorum (Bernal-Carlo, 1994)

Erythrolamprus epinephelus  est une espèce de serpents de la famille des Dipsadidae.

## Répartition
Cette espèce se rencontre :
- au Costa Rica ;
- au Panama ;
- en Colombie ;
- au Venezuela ;
- dans le nord-ouest de l'Équateur ;
- au Pérou.

## Liste des sous-espèces
Selon The Reptile Database (23 septembre 2015) :
- Erythrolamprus epinephelus albiventris (Jan, 1863)
- Erythrolamprus epinephelus bimaculatus (Cope, 1899)
- Erythrolamprus epinephelus epinephelus (Cope, 1862)
- Erythrolamprus epinephelus fraseri (Boulenger, 1894)
- Erythrolamprus epinephelus juvenalis (Dunn, 1937)
- Erythrolamprus epinephelus kogiorum (Bernal-Carlo, 1994)
- Erythrolamprus epinephelus lamonae (Dunn, 1944)
- Erythrolamprus epinephelus opisthotaenius (Boulenger, 1908)
- Erythrolamprus epinephelus pseudocobella (Peracca, 1914)

## Publications originales
- Bernal-Carlo, 1994 : A new subspecies of the colubrid snake Liophis epinephelus from Sierra Nevada de Santa Marta, Colombia. Bulletin of the Maryland Herpetological Society, vol. 30, no 4, p. 186-189.
- Boulenger, 1894 : Catalogue of the Snakes in the British Museum (Natural History). Volume II., Containing the Conclusion of the Colubridæ Aglyphæ, p. 1-382 (texte intégral).
- Boulenger, 1908 : Descriptions of new South-American reptiles. Annals and magazine of natural history, sér. 8, vol. 1, p. 111-115 (texte intégral).
- Cope, 1863 "1862"  : Synopsis of the species of Holcosus and Ameiva, with diagnoses of new West Indian and South American Colubridae. Proceedings of the Academy of Natural Sciences of Philadelphia, vol. 14, p. 60-82 (texte intégral).
- Cope, 1899 : Contributions to the herpetology of New Granada and Argentina, with descriptions of new forms. Philadelphia Museums Scientific Bulletin., vol. 1, p. 1-19 (texte intégral).
- Dunn, 1937 : New or Unnamed Snakes from Costa RicaNew or Unnamed Snakes from Costa Rica. Copeia, vol. 1937, no 4, p. 213-215.
- Dunn, 1944 : Los géneros de anfibios y reptiles de Colombia. Caldasia, vol. 2, no 10, p. 497-529 (texte intégral).
- Jan, 1863 : Enumerazione sistematica degli ofidi appartenenti al gruppo Coronellidae. Archivio per la zoologia, l'anatomia e la fisiologia, vol. 2, no 2, p. 213-330 (texte intégral).
- Peracca, 1914 : Reptiles et batraciens de Colombie in Fuhrmann & Mayor, 1914 : Voyage d'exploration scientifique en Colombie. Memoires de la Société Neuchateloise de Sciences Naturelles, vol. 5, p. 96-111 (texte intégral).